# Uralsko-altajské jazyky
Uralsko-altajské jazyky jsou jazyková rodina zahrnující uralské a altajské jazyky. Uralsko-altajskými jazyky hovoří celkem 420 milionů lidí, což je 6 % celkové populace.

## Uralské jazyky
Uralské jazyky se dělí na dvě větve – ugrofinskou a samojedskou. Ugrofinskými jazyky hovoří 23 milionů lidí především ve střední, severní a východní Evropě a severní Asii. Samojedským jazykům se přičítá necelých 30 000 mluvčích na Sibiři. Mezi uralské jazyky patří: maďarština, finština, estonština, mordvinština, udmurtština, komi, marijština, karelština, sámské jazyky, chantyjština, mansijština, jazyk Něnců, Selkupů, atd.

## Altajské jazyky
Jazyky altajské se dělí na: turkickou, mongolskou a tunguszko-mandžuskou větev. Mluví jimi asi 187 milionů lidí rozprostřených takřka po celé Asii a východní Evropě. Mezi altajské jazyky patří: turečtina, ázerbájdžánština, uzbečtina, kazaština, tatarština, mongolština, ujgurština, burjatština, evenkština, atd.
Ale někdy se připočitává k uralsko-altajskému velekmeni i japonština, korejština a jazyk Ainů. To znamená dalších 210 milionů mluvčích.

## Teorie uralsko-altajských jazyků
Teorie uralsko-altajských jazyků vznikla v minulém století na základě jistých podobností mezi uralským a altajským kmenem. Tato teorie není přijímána mnohými lingvisty.[zdroj?] Ale někteří tvrdí, že kdysi dávno patřily ugrofinské a altajské kmeny do svazového kmenu Hunů.[zdroj?] V této době si vyměňovali slova i gramatické jevy. Jako písmo užívají latinku (turečtina, maďarština, finština, estonština,...), cyrilici (kazaština, tatarština, mongolština,...), nebo arabské písmo (např. ujgurština).